# Сирень (посёлок)
Сире́нь — посёлок в Бахчисарайском районе Республики Крым, в составе Железнодорожненского сельского поселения (согласно административно-территориальному делению Украины — Железнодорожненского сельского совета Бахчисарайского района Автономной Республики Крым), при одноимённой железнодорожной станции Крымской железной дороги.

## Население
| 2001 | 2014 |
| ---- | ---- |
| 125  | ↗128 |

## География
В Сирени 1 улица — Ялтинская, площадь, занимаемая посёлком, 6,3 гектара, на которой в 39 дворах, по данным сельсовета, на 2009 год, числилось 117 жителей, в Сирени действует магазин.
Поселок расположен на юге центральной части района, в 8 километрах от Бахчисарая по автодороге 35Н-076 (по украинской классификации — С-0-10220, в продольной долине между Второй и Третьей грядами Крымских Гор, высота центра над уровнем моря — 130 м. Расстояние до Симферополя около 40 километров, до Севастополя — около 30. Станция Сирень находится на 1502 километре железной дороги Москва — Севастополь. Здесь же от севастопольского шоссе ответвляется автодорога 35К-020 Бахчисарай — Ялта (Т-0117 украинской классификации) через Ай-Петри. Сирень связана автобусным сообщением с Бахчисараем, Севастополем и Симферополем.

## История
Посёлок имеет недавнюю историю: он возник как пристанционный после постройки Курско-Харьково-Севастопольской железной дороги в 1875 году и получил название от лежащей в долине Бельбека местности Сюйрен и расположенных поблизости сёл Биюк-Сюйрен (Танковое) и Кучук-Сюйрен (Малое Садовое). Согласно Списку населённых пунктов Крымской АССР по Всесоюзной переписи 17 декабря 1926 года, на железнодорожной станции Сюрень, Тебертинского сельсовета Бахчисарайского района, числилось 6 дворов, население составляло 21 человек (11 мужчин и 10 женщин). В национальном отношении учтено 13 русских и 5 украинцев, 2 татарина и 1 грек.
С 25 июня 1946 года Сюрень в составе Крымской области РСФСР. В 1952 году станция Сюрень была переименована в Сирень. На 1953 год ещё станция Сирень входила в Тургеневский сельсовет. 26 апреля 1954 года Крымская область была передана из состава РСФСР в состав УССР. Время перевода в статус посёлка пока не установлено: на 15 июня 1960 года уже посёлок Сирень числился в составе Предущельненского сельсовета, на 1968 год — в составе упразднённого впоследствии Подгородненского, с 1970 года — в Железнодорожненском сельсовете. По данным переписи 1989 года в селе проживало 104 человека. С 12 февраля 1991 года село в восстановленной Крымской АССР, 26 февраля 1992 года переименованной в Автономную Республику Крым. С 21 марта 2014 года Сирень в составе Республики Крым России.

### Бешуйская железная дорога
В 1920 году, по распоряжению П. Н. Врангеля, от станции Сирень была проложена узкоколейка до Бешуйских угольных копей, действовавшая несколько десятилетий. Время её разборки пока не установлено.